# فیسک (میزوری)
فیسک (به انگلیسی: Fisk) یک شهر در ایالات متحده آمریکا است که در شهرستان باتلر، میزوری واقع شده‌است. فیسک ۰٫۸۵ کیلومتر مربع مساحت و ۳۴۲ نفر جمعیت دارد و ۱۰۱ متر بالاتر از سطح دریا قرار دارد.